# Népművészet Mestere díj
A Népművészet Mestere díj egyes alkotások vagy egész életmű elismeréseként azoknak a népművészeknek adományozható állami kitüntetés, akik hosszabb időszak alatt kifejtett munkásságuk során a népművészet fejlesztésében kimagasló eredményeket értek el.
A 1953-ban alapított díjat augusztus 20-án, évente 10 személy (2004 előtt évente 7 személy) kaphatja. A kitüntetett adományozást igazoló okiratot és érmet kap. Az érem kerek alakú, bronzból készült, átmérője 80, vastagsága 8 milliméter. Az érem Asszonyi Tamás szobrászművész alkotása, egyoldalas, középmezőben pásztorfaragásra utaló férfi és nő ábrázolással, köriratban NÉPMŰVÉSZET MESTERE-DÍJ felirattal van ellátva.

## 1953
- Fülöp Ferenc, néptáncos
- Kálmán István, fafaragó
- Kántor Sándor, karcagi fazekasmester
- Kapoli Antal ifj., fafaragó
- Kis Jankó Bori, hímzőasszony és mintaíró
- Kovács Jánosné Király Ilus, kalocsai népművész, hímzőasszony
- Lacza Mihály, mesemondó
- Szkircsák Bertalanné, fazekas
- Tendl Pál, cimbalmos
- Zsíros Ferencné Bankó Viktória, énekes

## 1954
- Ács György, táncos
- Boross Lajos, az Állami Népi Együttes zenekarának vezetője
- Breglovics Kálmán, fafaragó
- Fazekas István, fazekas
- Gábor Józsefné Peák Pöre, kalocsai pingáló
- Gerencsér Sebestyén, fazekas
- Kapoli Antal id., pásztor, fafaragó
- Kemény Henrik, bábos (Vitéz László)
- Lakatos Sándor, népzenész, prímás
- Palkó Józsefné Zaicz Zsuzsanna, mesemondó
- Toki Horváth Gyula, cigányprímás

## 1955
- Bali Istvánné Pusztai Éva, decsi szövőasszony
- Jankovics Imre, somogyi dudás
- Járóka Sándor, id., népi zenekarvezető
- Király Elekné Jenei Júlia, hímzőasszony
- Kozák J. Gábor, népzenész, Fővárosi Népi Zenekar
- Maticsányesz Márkné Motovics Mária, szövő
- Sztelek Dénes, fafaragó
- Szuromi Péter, táncos
- Werner Andrásné Tóth Katalin, decsi szövőasszony

## 1956
- F. Szabó Mihály, fazekas
- Fülöp Ferenc, néptáncos
- Lévai Józsefné, hímző, népművész
- Molnár Gáborné Kővágó Maris, hímzőasszony
- Nagy István, mesemondó
- Nagy Ferenc, fafaragó
- Tamás Andrásné, hímző, pingáló
- Tamás László, fazekas
- Tóth G. Mihályné Tóth Zsiga Ilona, hímző
- Vankó Imréné Dudás Juli, festő, hímző
- Vékony Sándor, fazekas
- Vén Lajosné Török Gizella, pingáló

## 1957
- Kiss Ernő, faszobrász
- K. Kovács János, mesemondó, táncos
- Markos Erzsébet, grafikus, tervező
- Mészáros Anna, babakészítő
- Nagy István, fafaragó
- Szenyéri Dániel, tekerős
- Tóth Lajtos Mihályné Tóth Gáspár Julianna, énekes

## 1958
- András Lajosné Pirisi Julis, kalocsai hímzőasszony
- Dér Józsefné Stigler Teréz, bátai szövőasszony
- Döller József, kosárfonó
- Herczeg Mihály, faragó
- Kádár Ferenc[3] dévaványai pásztor, nádsípos, furulyás, klarinétos, tárogatós, hegedűs, Lehel kürtje első megszólaltatója
- Sára Józsefné Lajtos Ilona, hímzőasszony
- Tamás József, fazekas
- Tóth Mihály, faragó

## 1959
- Ámi Lajos, mesemondó
- Horváth Mária, hímző
- Káló Istvánné, hímző
- Mezei András, szűrkészítő
- Nagy Istvánné Kovács Julianna, énekes
- Russói István, kályhatervező
- Tóth Lajos, szűrszabó

## 1960
- Fehér Lajos, fafaragó
- Jakab Sándorné, szövő
- Jancsikity János, fafaragó
- Katona Jánosné Bankó Anna, énekes
- Kovács Józsefné Kun Sára, decsi hímzőasszony
- Kovács Kálmán, prímás
- Nagy János, mesemondó
- Perity Mihályné Kukucska Mária, decsi szövőasszony
- Progli Ferenc, táncos
- Steig István, fazekas
- Szaszkó József, citerás
- Varga László, fafaragó

## 1961
- Bognár Károly, fafaragó
- Csuhai Józsefné Pólik Erzsébet, hímző
- Horváth János, fazekas
- Kovács Kálmán, cimbalmos népművész
- Porkoláb Jánosné Orján Éva, szövő
- Sivák Barnabás, énekes
- Szalavári Imre, szövő-tervező

## 1962
- Bárdos Sándorné Tóth Ilona, hímző
- Gy. Bóli János, táncos
- Jakucs Imre, fazekas
- Karsai Zsigmond, festő, táncos
- Nagy István, szűcshímző
- Szabó Mihályné Benedek Mária, énekes
- R. Tóth József, faragó
- Tóth Szőke Józsefné Horváth Julianna, mesemondó
- Ungvárszki Pál, énekes

## 1963
- Csizmadia János, fazekas
- Fehér Lászlóné Gregority Katalin, decsi szövőasszony
- Gáspár Simon Antal, énekes
- Gurzó László (Vasile Gurzău), mesemondó
- Hoffer János, faragó
- Molnár Lajos, táncos
- Szatmári Szatyi Sándor, költő
- Tautner Ilona, hímzéstervező
- Tóthfalussy Géza, bőrdíszítő, kulacskészítő

## 1964
- Balássy Gyula, fafaragó
- Czabai Istvánné Tapolcsányi Margit, kalocsai hímzőasszony
- Csombor Endre, táncos
- Csombor Endréné Lőrinc Teréz, táncos
- Demse Dávidné Antal Lucia, énekes
- Jacsó Istvánné Gáspár Borbála, hímző
- Papp János, mesemondó
- Tendl Vilmos, prímás
- Tombácz János, mesemondó
- R. Tóth István, fafaragó

## 1965
- Békás Jánosné Medgyesi Mária, énekes
- Borbás Mihályné Kovácsevics Ágnes, szövő
- Borsos Géza, fazekas
- Csejtei István, zenész
- Erdei Lajos, szűrszabó
- Jóni Ferenc, okleveles aranyérmes mesemondó
- Nyakas Miklósné Varga Etelka, szövő
- Szebenyi Mária, hímző
- Tarjáni András, énekes
- Varga László, fafaragó

## 1966
- Balogh Sándorné Farkas Mária, bábjátékos
- Dobra Lajosné Veres Mária, énekes
- Fazekas Lajos, fazekas
- Heintz Henrikné, hímző
- Kálmán Gyula, faragó
- Kerékgyártó Sándor, mézeskalácsos
- Krencsey Józsefné, babakészítő
- Pados Antal, faragó
- Varga Dezső, kulacskészítő

## 1967
- Budai Sándor, citerakészítő
- Ivák Pál, kovács
- Kalkán Mátyás, maszkfaragó
- Nagy Gyula, faragó
- Sárosi Mihályné Tolnai Eszter, hímző
- Szabó Sándorné Erdei Piroska, szűrrátétes
- Szappanos Lukács, táncos
- Tóth Sándorné Horányi Ilus, bábkészítő
- Varga János, fafaragó
- Vass József, énekes

## 1968
- Badár Erzsébet, fazekas
- Bársony Mihály, tekerős
- Belovecz Józsefné, hímző
- Bognár István, fafaragó
- Burai Zsigmond id., népzenész
- Kada Istvánné, hímző
- Kolozsvári Mihályné Kovács Anna, pingáló
- Seregi István, táncos
- Simon Ferenc Józsefné Fazakas Ilona, énekes
- Tompa Béláné Igonda Julianna, szövő

## 1969
- Czomba Pál, szövő
- Elek Gyula, bocskorkészítő
- Keviczki Istvánné Józsa Margit, szövő
- Kovács Károly, mesemondó népművész
- Méry Vince, bábjátékos
- Nagy István ifj., faragó
- Oláh Istvánné Berekai Éva, énekes

## 1970
- Benedek Péter, festő
- Czúgh János, fazekas
- Gyovai Pál, szobrász
- Kovács József, faragó
- Lőrinc Aladárné Molnár Vilma, szövőasszony
- Petróczi Andrásné Bocsó Rozália, énekes
- Reitzer Mihályné, hímző
- Simon Józsefné Lukovics Irén, énekes
- Tarczali Ádám, mesemondó

## 1971
- Ardai József, dudás
- Gyurka Mihályné Jankó Mária, énekes
- Hodossy Lajos, fémműves
- Horváth Ernő, fafaragó
- Kardos István, táncos
- Kovács Józsefné Jacsó Borbála, népviseleti babakészítő
- Szauer Ágoston, takács
- Tóth Mária, szövő
- Völcsey Lajos, fazekas

## 1972
- Czúgh Dezső, fazekas
- Horváth Péterné Nagy Anna, énekes
- Horváth Vince, fafaragó népművész[4]
- Nyisztor György (Gheorghe Nistor), Méhkerék, néptáncos
- Pápai Istvánné Páhi Emma, mesemondó
- Petrovics Jánosné Karikás Margit, hímző
- Szedlacsek Dara István, takácsmester
- Tóthfalussy Sándor, kulacskészítő, szíjgyártó

## 1973
- Bán Józsefné Jancsó Borbála, hímző
- Bóta Józsefné Csuhai Borbála, hímző
- Bulyáki Gergely, táncos
- Gulyás Istvánné Igonda Ágnes, szövő
- Kupai Sándor, faragó
- Márton János, faragó
- Dr. Szabó Imréné T. Nagy Zsófia, hímző
- Teimel István, fazekas
- Tomasovszky Mihályné Uhljar Zsuzsanna, énekes

## 1974
- Ács Istvánné Kovács Erzsébet, decsi szövőasszony
- Dankovszky Lórántné Varga Zulejka, szűrhímző
- Fábián Ágostonné Györfi Mária, mesemondó
- Gyurka Rafaelné Jankó Rozália, énekes
- Milkovics Mihály, tamburás
- Perczel János, faragó
- Sántha Vendelné, énekes, táncos
- Sós Antal, dudakészítő
- Vass Kálmán, fazekas

## 1975
- özv. Bacskai Andrásné Láda Zsófia, parasztfestő
- Bálint Péterné Kondor Anna, szövő
- Bodnár Bálint, mesemondó
- Csobán György, furulyás
- Egry Károlyné Szőnyi Mária, kalocsai pingáló
- Fekti József, táncos
- Kispál Jánosné Tóth Anna, hímző
- Péntek Jánosné Szabó Ilona, énekes
- Pócza Margit, hímző
- Serényi László, fafaragó
- Tóth Jánosné Kovács Sára, babakészítő

## 1976
- Boldog István, táncos
- Csikos Sándorné Szőllősi Ilona, szűrhímző
- Fodor Józsefné Molnár Erzsébet, cigándi szövőasszony
- Jakkel Sándor, kékfestő
- Kathy László, szíjgyártó
- Kovács Tivadar, népzenész, népművész
- Mónus Ferenc, fazekas
- Rideg Sándorné Csóti Borbála, táncos
- Tóth Imre, énekes

## 1977
- Adamcsik Józsefné Megyesi Erzsébet, énekes
- Benke Jánosné Benedek Róza, énekes
- Bodrogi Sándor, ékszerkészítő
- Csizmadia István, mesemondó
- Király Anna, bajai hímzőasszony
- Szepesvári Lászlóné, hímző
- Tischlér Antalné Simon Terézia, énekes
- Virágh Béláné Török Terézia, szövő

## 1978
- Bárácz György, dudás
- Barna István, táncos
- Csiszár József, fazekas
- Domak István, csuhéfonó, szalmafonó, vesszőfonó
- Horpácsik János, táncos
- Horváth Antal, szalmafonó[5]
- Hosszú Lázár, énekes
- Hosszú Lázárné Tóth Brigitta, énekes
- Józsa Gergely, táncos
- Kada István, festő
- Kádár Zsigmond, faragó
- Komsa Jánosné Hepp Margit, hímző
- Kurtyán Györgyné Keczán Amália, énekes
- Lázár Mihályné Keczán Johanna, énekes
- Magasházi Mihály, harmonikás
- Mares György, furulyás, mesemondó, táncos
- Nácsa János, citerás, hangszerkészítő
- Pünkösd István, énekes, táncos
- Sáfrány Géza, fazekas
- Simon Istvánné, hímző
- Sirmán Andrásné, hímző
- Sulyok Kopár Lászlóné Kómár Erzsébet, énekes
- Ulicza Jánosné Bernáth Rozália, énekes, táncos

## 1979
- Badacsonyi Lajos, citerás, énekes, faragó
- Gyenei Józsefné, szűrkészítő
- Himpelmann Péter, hartai	bútorfestő
- Horváth János, táncos
- Kálmán Endréné Antal Klára, tervező
- Patonai Ferenc, fazekas
- Tőke Imre, fafaragó, szobrász

## 1980
- Balázs Jánosné Nagy Mária, énekes
- Egyed Mihályné Fehér Julianna, decsi szövőasszony
- László László, prímás
- Mihalkó Zoltán, pásztorkalap készítő
- Somogyi Sándorné Poór Erzsébet, hímző
- Szentes Varga Ferenc, táncos
- Varga Dánielné Juhász Erzsébet, furtai hímzőasszony
- Vén Ferenc, táncos

## 1981
- Mónus Sándor, fazekas
- Nyisztor Mártonné Laczkó Anna, énekes
- Papp Ferencné Temesvári Katalin, babakészítő
- Váradi Margit, csipkeverő
- Vass József, szűcs

## 1982
- Bálint Ferenc, fafaragó
- Fazekas Lajos ifj., fazekas
- Gusa Pál, furulyás
- Horváth József, fafaragó
- Katona József, fafaragó

## 1983
- Ágfalvi Mihályné, mesemondó
- Bálint Ferenc, fafaragó
- Bíró Lajosné Erdélyi Erzsébet, táncos
- Gaál Kálmánné Molnár Erzsébet, hímző
- Gubányi Imréné Greksa Erzsébet, dunapataji festő
- Kádár Gyula, bőrműves, szíjgyártó
- Nyisztor Bertalanné János Rozália, énekes
- Pápai Sándor, fafaragó
- F. Szabó Mihály ifj., fazekas

## 1984
- Ancsa Pálné, hímző
- Búsi Lajos, fazekas
- Dávid Illésné Istók Rozália, énekes
- Doncsecz Károly, vendvidéki fazekas
- Gellért Dezső, táncos
- Sebestyén Ferenc, táncos
- Széles Józsefné Rengecz Erzsébet, decsi szövőasszony

## 1985
- Darabos Ambrus, táncos
- Farkas Andrásné Dragos Zsófia, mesemondó
- Gonda István, fazekas
- Kovács Miklós, kékfestő
- Pánczél Attila, bőrműves
- Soós Lajos, fafaragó
- Tóth Istvánné Farkas Gizella, énekes

## 1986
- Földesi János, táncos
- Fülöp Pálné Nász Veronika, szövő
- Horváth Béla, fafaragó
- Kertész Istvánné Tóth Erzsébet, mintaíró, tervező
- Sipos Anna, csuhéfonó
- Tóth-Abonyi Balázs, szíjgyártó

## 1987
- András Ferencné Morvai Julianna Mária, kalocsai hímző, pingáló
- Beszprémy Józsefné Bogdán Margit, hímző
- Hodosi Gyula, kovács
- Orsós Kis János, tamburás
- Pintér Jenő, fafaragó
- Polyák Ferenc, matkópusztai fafaragó
- Sz. Nagy István, fazekas
- Szűcs Imre, tiszafüredi fazekas
- Szvétek Antalné Vén Margit, kalocsai pingáló

## 1988
- Józsa Bálintné Tamás Julianna, bogyiszlói szövőasszony
- dr. Nagy Györgyné, kecskeméti	hímzőasszony
- Sárdi János, kékfestő
- Újvárosi Imre, bőrműves
- Varga József, szanyi néptáncos[6]
- Varga Józsefné Gasztonyi Ilona, szanyi néptáncos[6]
- Végh Menyhértné Borotvai Klára, énekes

## 1989
- Gál György, táncos
- Győri Mihályné, énekes, játékkészítő, mesemondó
- Hegedűs Jánosné Bakos Éva, szövő
- Holló László, bútorfestő
- dr. Koltai Lászlóné, festő, hímző
- Kósa Klára, keramikus
- Palatkás József id., bútorfaragó

## 1990
- Bereczky Kálmán, viseletkészítő
- Darabos Sándorné Szöllősi Erzsébet, táncos
- Erdész Judit Mária, hímző
- Gerencsér László, kecskeméti kovács
- Orosz Sándor, táncos
- Rostás Mihály, nagyecsedi mesemondó
- Szekérné Kiss Andrea, fazekas
- Szoboszlai Gábor, rézműves
- Vattai Jánosné Bíró Anna, szövő

## 1991
- Császi Ferenc, fafaragó, bútorkészítő
- Keszei Sándorné Pusztai Irma, hímző
- dr. Németh Pálné Parrag Julianna, szekszárdi hímzőasszony
- Szabó Péter, táncos
- Szondy Sándor, népi hangszerkészítő
- Takács Józsefné Tatár Kiss Erzsébet, citerás, énekes
- Varga Zoltánné Kulcsár Erzsébet, szövő

## 1992
- Kovács László, fazekas
- Kóka Rozália, mesemondó, népdalénekes
- Kupi Ferenc, szalmafonó
- Petrics Istvánné Csobán Anna, énekes
- Rátkai Sándor, papucsmester
- Szabó Kálmánné Alexy Erzsébet, hímző
- Tűhegyi Mihály, fafaragó

## 1993
- Gáts Tibor, citerakészítő
- Jankó Mátyásné Bodó Anna, énekes
- Gy. Kamarás Katalin, fazekas
- Sallay László id., kovács, tojáspatkoló
- Streer Tamásné Horváth Mária, táncos
- Töttös Sándor, szövő

## 1994
- Czár János, játékkészítő, szoborfaragó
- Kovács János, méhkeréki népzenész
- Pál István, dudás, furulyás, a Magyar Kultúra Lovagja, Madách-díjas
- dr. Papp Lászlóné Papp Irma, szövő
- dr. Szabó Józsefné Farkas Mária, hímző
- Tóth Sándor, fafaragó
- V. Kozák Éva, gerjeni fazekas

## 1995
- Balogh Irén, gyékényfonó
- Cselik Mária, táncos
- Hánis János, gyékényfonó
- Illés Imréné Erdős Ágota, énekes
- Nagy Béláné Juhász Anna, szövő
- Skultéti Mihályné Laurinyecz Katalin, csipkeverő, hímző, szövő
- Szabó Kinga, fazekas
- Szabó Sámuel, fafaragó, kerékgyártó

## 1996
- Buha György (Gheorghe Buha), táncos
- Buha Györgyné Sztretykó Anna, táncos
- Farkas Bertalanné Fejes Katalin, hímző, szövő
- Kocsor Imréné Nyeste Julianna, kosárfonó
- Kovács András, bútorfestő
- Lukács Lajos, fafaragó
- Palkó Andrásné Fábián Zsuzsanna, énekes
- Répás János, hetényegyházi szoborfaragó

## 1997
- ifj. Fekete János (Poncsa), táncos
- Galánfi András népművész, fafaragó iparművész
- Polyák Imre, kecskeméti késes
- Rostás Ferenc, nyírvasvári néptáncos
- Tóthné Nagy Amália, csipkeverő
- Vincze Ferenc, énekes, táncos
- Zerkula János, prímás

## 1998
- Bíró Annamária, szekszárdi fazekas
- Erdélyi Tibor, fafaragó
- Fodor Sándor „Neti”, prímás
- Herbert Józsefné Mics Terézia, énekes
- Jaskó István (Pitti), énekes
- Kiszely Jánosné Stefanovits Zsuzsanna, hímző
- Sós Pálné Kovács Margit, szövő

## 1999
- Botás Pál, táncos
- Csorba János, széki népdalénekes, író
- Gosztonyi Zoltán, fafaragó
- Holecz Istvánné Kanyó Margit, táncos
- dr. Sági Lajosné, szövő
- Schneider Imréné, hímző
- Tímár Zsuzsanna, fazekas

## 2000
- Boros Magdolna, szövő
- Bozó Györgyné Benke Terézia, hímző
- Fábián Mártonné Kásler Balbina, szövő
- Gyifkó Gyula, nyerges, szíjgyártó
- Jakab József, táncos
- Szentkereszti István, fafaragó
- Vida Sándorné Magyari Ilona, csuhéfonó

## 2001
- Chabracsek Andrásné Kisházi Terézia, hímző
- Falusi Béla, fazekas népi iparművész
- Kiss Lászlóné Terhes Mária, gyékényszövő
- Simon Sándorné Ádámku Mária, énekes
- Szabó László Zoltán, bútorkészítő
- Tóth Sándor, bőrműves, szíjgyártó

## 2002
- Bartus Józsefné Szandai Teréz, mesemondó
- Demeter Antalné Jánó Anna, lészpedi balladaénekes
- Farkas Lászlóné Pál Erzsébet, népviselet- és babakészítő, bútor- és tojásfestő
- Gál János, fafaragó
- Pisák András, énekes
- „Rákóczi” Kovács Gusztáv, nagyecsedi néptáncos
- Romsics Lászlóné Kerekes Erzsébet, hímző

## 2003
- Blága Károly, néptáncos
- Bordácsné Kishonti Erika, szövő
- Bucsek József, mesemondó
- Dr. Illés Károlyné Botyánszky Anna, hímző, szövő
- id. Kalló Ferenc, táncos
- Mihalkó Gyula, pásztorkalap készítő népi iparművész
- Orisek Ferenc, fafaragó
- Potta Géza, prímás
- Szatyor Győző, fafaragó

## 2004
- Bereczky Csaba Kálmán, fafaragó
- Darmo István, mesemondó
- Maneszes Márton, prímás
- Dr. Puskás Nándorné Oláh Júlia, hímző
- Radácsi Piroska, hímző
- Vajda László, kovács
- Vincze Árpád, táncos

## 2005
- Bagossy Sándor, debreceni fazekasmester
- Balla Ferencné Szász Etelka, erdélyi népdal- és balladaénekes
- Bérczi Jánosné Szendrő Csilla, esztergomi tojásíró
- Czérna Miklós, vajdasági mesemondó
- Fodorné László Mária, decsi kéziszövő
- Hegedűs József, tószegi fafaragó
- Mátray Magdolna, bábolnai csipkekészítő és tervező
- Samu Antalné Babos Rozália, vajdasági népdalénekes
- Szabó Ferenc, erdélyi néptáncos
- Tamás Menyhértné Lavrik Mária, csátaljai hímző

## 2006
- Berzeviczky-Fehér Jánosné Vincze Irén, viseletkészítő, hímző, népi iparművész
- Brath Lászlóné Brath Margit, felvidéki népdalénekes
- Csótár Rezső, fazekas, népi iparművész
- Ésik István, mesemondó
- Farkas György, bocskoros, vörös-tímár
- Kasza Miklós, fa-agancs-csont-szaru faragó, népi iparművész
- Kisláposi András, furulyás, mesemondó
- Lőrincz János, erdélyi néptáncos
- Luktor Ferencné Holló Éva, szövő, népi iparművész
- Marton Sándorné Nagy Sára, hímző, tervező, népi iparművész

## 2007
- Bágy György, táncos, népdalénekes, román hagyományőrző
- Illés Gyula, takács, népi iparművész
- Kádár Sándorné Papp Erzsébet, népdal- és balladaénekes
- Ország László, hímző, népi iparművész
- Pápai Józsefné Rózsa Ilona, népdalénekes
- Sibinger Miklós, a Népművészet Ifjú Mestere, fafaragó népi iparművész
- Szőke István, kaposvári fa-, csontfaragó népi iparművész
- Tankó Fülöp „Gyurgyu”, erdélyi mesemondó
- Tímár Viktor, erdélyi népzenész
- Zorkóczy Miklósné Lázi Éva, népviseletes babakészítő

## 2008
- Antal Zoltán, zenész, gyimesi prímás
- Bese László, fazekas
- Eke Péterné Simon Mária „Csutkó”, népdal- és balladaénekes
- Horváth Tibor, bőrműves szakoktató
- Jófejű Emil, fafaragó, népi bútorkészítő, szakoktató
- Nagyné Kolumbán Zsuzsanna, babakészítő
- Neszádeliné Kállai Mária, vertcsipke- és viseletkészítő
- Pataki Miklósné Ludányi Margit, hímző-szövő
- Streer Tamás, táncos
- Szankovits Tibor, késes

## 2009
- Baji Imréné Kis Julianna, kosárfonó
- Bíró Ágoston, táncos
- Kékedi László Vilmos, fafaragó, kéregedény-készítő
- Kotyor Balán Mihályné Bálint Erzsébet (Cochior Balan Elisabeta), csángó népdalénekes
- Németh Gyula, csont- és fafaragó
- Pulika Jánosné Tankó Gizella, gardonos, énekes
- Szabó Lajosné Czine Rozália, táncos
- Szénási János, fazekas
- Szőts Gézáné Csibi Margit, szövő
- Dr. Varga Ferencné Kulik Ilona, hímző

## 2010
- Cselényi József, néptáncos (Lökösháza, Szlovákia)
- Csepeli István, faragó (Dunaföldvár)
- Cz. Tóth Hajnalka, hímző (Balatonalmádi)
- Hideg Istvánné Lakatos Anna „Drága”, énekes, mesemondó (Ördöngősfüzes, Románia)
- Nagy Mária és Vidák István alkotóművészek, a Népművészet Ifjú Mesterei megosztva (Kecskemét)
- Réti János, néptáncos (Ördöngősfüzes, Románia)
- Schneider Péterné Haraszti Mária, bútorfestő, a Népművészet Ifjú Mestere (Hartár)
- Tímár János, népzenész, furulyás, gardonos (Gyimesközéplok, Románia)
- Toldi István, mesemondó (Kupuszina-Bácskertes, Szerbia)
- Verseghy Ferenc, fazekas, a Népművészet Ifjú Mestere (Tolna)

## 2011
- özv. András Jánosné Gergely Erzsébet (András Elizabeta), népdalénekes, mesemondó
- Anyalai Sándor, népzenész, prímás
- Bodor Béla Péter és Bodor Erzsébet, néptáncos páros (megosztva)
- Gadányi Pál, dudás, dudakészítő
- Maneszes Józsefné Tóth Mária, népdalénekes, mesemondó
- Párniczky Józsefné Nunczás Ilona, hímző
- Schmidt Sándor, fafaragó
- Sütő Levente Lehel, festő-bútorasztalos, fafaragó
- özv. Szigethy Istvánné Anda Erzsébet, csipkekészítő, csipkevarró
- Versendi Kovács József, zenész, tanító[7]

## 2012
- Debreczeni János, szövő, népi iparművész[8]
- Dugár János, fazekasmester
- Géczi Hegedűs Sándor, népi mesemondó
- Gönczi Antalné Tóth Aranka, hímző, népi iparművész
- Halmos Béla, népzenész, előadóművész
- Lőrincz Istvánné Barabás Róza, hímző, népi iparművész
- Nyulasi József, fafaragó népművész
- Tankó Jánosné Gábor Eszter, népdalénekes
- Vaszil Imre, néptáncos

## 2013
- Bagdi Lajosné Matkó Mária, hímző
- Bárány Antalné Strehó Margit, mesemondó
- Dobiné Vass Júlia, fazekas
- Hajda György Zsigmond, faműves
- Haris Mária, szövő
- Karácsony Lázár, furulyás
- Kovács Szabolcs, bútorfestő
- Simon János, énekes, táncos
- Szabó Teréz, énekes, táncos
- Takács Anna, énekes

## 2014
- Csiszár Aladár, adatközlő, hegedűoktató[9]
- Fodor János, táncos, énekes és tanítómester
- Gaál János, restaurátor, famennyezet-készítő.
- Holecz Ferencné Gyepes Ilona, énekes
- Horváth Elek, adatközlő, előadó
- Kanalas János, kosárfonó
- Porkoláb Ferenc, szűrrátét-készítő
- Reszeginé Nagy Mária, szalmafonó
- Sebestyén István, bukovinai székely mesemondó, népdalénekes
- Szabó Ferencné Balázs Róza, néptánc- és népdalkincs ápoló

## 2015
- Berszán Fülöp, énekes, táncos
- Csibi Gyuláné Sólyom Ilona, szűrhímző
- Dezsőné Kádár Erzsébet, énekes
- Hajdú Józsefné, hímző, táncos, viseletkészítő
- Legedi László István, furulyás
- Nepp Dénes, szíjgyártó
- Nesó Sándor, csont-, fa-, szarufaragó
- Radics László, mézeskalácsos
- Szántó Ferenc, furulyás, hegedűs
- Tóth Sándorné Tóth Julianna, énekes, táncos

## 2016
- Bartos Béla, szűcs, a hagyományos népi szűcsmesterség, valamint a hímzés megőrzéséért, magas szintű műveléséért
- Bartosné Molnár Enikő, hímző
- Bujdosó Sándorné, szövő és hímző, Gránátalma díjas népi iparművész, a bihari azsúrszövés, csipkeszövés, a bihari és partiumi göbös szőttes mintázás, úri hímzés, a debreceni női kisbunda és szűrhímzés hagyományainak megőrzéséért, ápolásáért és továbbadásáért[10]
- Fazekas Ferenc, fazekas, szakoktató négy évtizedes fazekasságban töltött munkásságáért, oktatói tevékenységéért
- Füstös János (Füstös Ioan), táncos, a Kallós Alapítvány nyári táborainak hagyományőrző tanára az erdélyi Mezőség néptánchagyományainak ápolásáért, a táncházmozgalom népszerűsítése érdekében végzett munkájáért
- Galánfiné Schmidt Teréz, szövő, a magyar szőtteshagyomány ápolásáért, az ősi és az új szövési technikák oktatásáért, a kézi szövés mesterségének továbbadásáért
- Hodorog András (Hodorog Andrei), furulyás, a klézsei, moldvai csángó magyar furulyajáték, falusi hagyományok hiteles tolmácsolásáért és továbbadásáért
- Jámbor István, a Szászcsávási Zenekar prímása, az erdélyi, Küküllő menti hangszeres népzene hiteles tolmácsolásáért, továbbadásáért és átörökítéséért
- Kerekes Endréné Radó Mária, hímző, a nyugat-dunántúli hímzések körében végzett kutatómunkája elismeréseként
- Mónus Béla, fafaragó, magas színvonalú alkotóművészeti tevékenységéért, a fafaragás mesterségének ápolásáért, továbbadásáért
- Szilágyi Ferenc, énekes, a Szilágyság népi kultúrájának szélesebb körű megismertetéséért

## 2017
- Gilyén Miklós, táncos
- ifj. Kalló Ferenc, táncos
- Kovács Zoltán, csontfaragó, szarufaragó
- Les Gábor, fazekas
- Paranai Józsefné Zelena Margit, csipkeverő, hímző
- Szakáll Miklósné Szmodics Rózsa, énekes
- Szilágyiné Sütő Anna, énekes
- Szolga Géczi Julianna, fazekas
- Takács Imréné Szász Piroska, énekes
- Takács Dezső „Fintu”, furulyás

## 2018
- Bartha Gergely, táncos
- Csapó Frigyesné, hímző
- Decsi-Kiss Mária Gabriella, gyöngyékszerkészítő
- Hârleţ Ioan „Nucu”, prímás
- Lele József, citerás
- Nagy Vincéné, csipkekészítő
- Szegedi Miklós János, bútorfaragó
- Tóth Mihályné Sápi Julianna, táncos, viseletkészítő
- Varga Erzsébet, bujkakészítő
- Varga Judit, szövő

## 2019
- Bolvári Andrásné, pingáló
- Csipkés Vilmos Sándor, mesemondó
- Dervár Ferenc „Kume”, énekes, tamburabrácsás
- Dobcsák Béla, juhász
- Fetter Ferencné Boha Mária, hímző
- Jankovics Tamás, fafaragó
- Kiss Árpádné Veres Katalin, palástkészítő
- Luka Lajos, kosárfonó
- Tófalvi Árpád „Gödri”, táncos
- Tóth Ildikó, kékfestő

## 2020
- Bocsi Éva, babakészítő
- Gulyás Magdolna, hímző
- Györgyicze András, zenész
- Józsa János, fazekas
- Kovács Alajos, fafaragó
- Sasvári János József, bútorfestő, fafaragó
- Tankó Anna, táncos
- Türi István, zenész
- Újváry Sámuel, táncos
- Zsoldos István, táncos

## 2021
- Burján Tibor, furulyás
- Englert Antal, busómaszk-készítő
- Hutkai László, bőrműves
- Lakatos Károly, mesemondó
- Mayer István Antal, kályhás
- Szabó Szilárd, táncos
- Szóráth János, citerás
- Tatai Ernő, hangszerkészítő
- Tötszegi András, táncos
- Ulman István, fafaragó

## 2022
- Birtalan Iosif, énekes, furulyás
- Bozsik Margit, népdalénekes, népzenész
- Kádár Ferenc, népzenész
- Kun Gáborné Kiss Julianna, táncos hagyományőrző
- Lázár Éva, gyékényfonó népi iparművész
- Lőrincz Etel, textilszövő
- Nagy Béla, fafaragó, bőrtárgykészítő népi iparművész
- Nagy Imréné, hagyományőrző viseletkészítő, táncos, énekes
- Pap Julianna Bernadett, művészeti vezető, tervező; Matyó Népművészeti Egyesület, hímző népi iparművész
- Szabó István, táncos hagyományőrző

## 2023
- Árvai Sándor, népdalénekes
- Csóti Andrásné Farkas Irén, énekes, táncos
- Fehér Tibor, fazekas
- Horváth Tibor, kékfestő
- Kiss Bertalanné, viseletkészítő
- Kocák Andrásné Mihók Jolán, énekes
- Murguly Lajos, táncos
- Pados Zoltán, kosárfonó
- Papp Samu, táncos
- Péter Lajos, nyerges, szíjgyártó

## 2024
- Dezsőné Borbély Anna, szövő
- Dobos Rózsa, énekes, táncos
- Dr. Dulai Sándorné, hímző
- Glázer Lászlóné Freml Erzsébet, mesemondó
- Kacsó József, táncos
- Minorits Jánosné Szűcs Julianna, népviseletkészítő
- Németi János, énekes, pásztor
- Pandur Istvánné Pandur Mária, hímző, pingáló
- Szántó János, zenész
- Vermes Lajosné Gulyás Katalin, szövő